# Lingue sotho-tswana
Le lingue sotho-tswana sono un sottogruppo delle lingue bantu parlato nell'Africa meridionale.

## Distribuzione geografica
Le lingue con il maggior numero di parlanti sono il sotho del sud (o sesotho), il sotho del nord (o sepedi), e lo tswana (o setswana).

### Lingue ufficiali
Ndebele del sud, sotho del sud, sotho del nord e tswana sono lingue ufficiali del Sudafrica; il sotho del sud è la lingua ufficiale del Lesotho.

## Classificazione
Il gruppo sotho-tswana comprende 8 lingue, divise in numerosi dialetti e, almeno per alcune di esse, reciprocamente comprensibili:
- gruppo delle lingue sotho, costituito da:
  - sotho del sud (o sesotho), parlato in Lesotho, Swaziland e Sudafrica;
  - sotho del nord (o pedi, sepedi), parlato prevalentemente in Sudafrica (Transvaal);
  - birwa, parlato in Botswana;
  - ndebele del sud, parlato in Lesotho, Sudafrica e Swaziland e distinta dallo ndebele del nord (appartenente al sottogruppo delle lingue nguni);
- tswana (o setswana), parlato in Botswana e Sudafrica;
- kgalagadi, lingua affine al tswana, parlata in Botswana;
- lozi, parlato nello Zambia e in misura minore in Zimbabwe, Namibia e Botswana;
- tswapong, una lingua minore parlata in Botswana.